# Nándor Bán
Nándor Bán (7 febbraio 1911 – 24 settembre 1999) è stato un calciatore e allenatore di calcio ungherese, di ruolo difensore.

## Caratteristiche tecniche
Giocava solitamente nel ruolo di terzino destro.

## Carriera
Il picco della sua carriera furono i due anni passati nelle file del Ferencvaros, con cui nel 1935 vinse la Coppa Nazionale e raggiunse la finale di Coppa dell'Europa Centrale.
Giocò inoltre con il Diósgyőr ed altre squadre minori.